# Power Mac G5
Il Power Mac G5 è un computer desktop full tower prodotto da Apple Inc. dal 2003 al 2006, sostituisce il Power Mac G4 e ed è stato sostituito dal Mac Pro – mantenendo la sua estetica – in seguito al passaggio ai processori Intel.
Si basa sul processore PowerPC G5 nelle sue versioni 970, 970FX e 970MP.

## Caratteristiche
Il processore comunicava con la memoria utilizzando un bus funzionante alla metà della frequenza del processore. Questo vuol dire che per esempio il dual a 2.5 GHz era dotato di un bus di sistema ad una frequenza di 1,25 GHz. Il bus del G5 era formato da due bus a 32 bit indipendenti, quindi, mentre un processore preleva i dati dalla memoria, l'altro processore poteva trasferire dati verso la memoria o le periferiche.
Questa scelta permetteva di ottenere frequenze di funzionamento più elevate dato che i bus erano specializzati. Uno trasmette solo i dati e l'altro invece riceve i dati. Essendo i due bus specializzati si poterono adattare le impedenze a seconda se ricevevano o trasmettevano i dati. Era l'adattamento di impedenza specifico che consentiva frequenze più elevate dei normali computer. I due bus indipendenti consentivano al G5 di avere una banda passante teorica di 10 GB/s. Il G5 era in grado di accogliere fino a 16 GiB di memoria RAM: ciò era consentito dall'architettura della macchina che, essendo a 64 bit, poteva indirizzare un quantitativo di memoria notevolmente superiore a quello di un sistema a 32 bit, nello specifico fino a 4 PiB. Tutti i modelli dei Power Mac G5 erano dotati di un avanzato sistema di raffreddamento. Il computer era diviso in zone ed era dotato di 21 sensori che misurano la temperatura e forniscono le misurazioni al sistema operativo, il quale provvedeva a regolare dinamicamente la velocità delle nove ventole presenti nel computer. La versione Quad core era dotata di un sistema di raffreddamento a liquido che consentiva di dissipare la potenza generata dai processori in modo efficiente e sicuro. Data la loro potenza di calcolo, inizialmente i Power Mac G5 sono stati utilizzati anche dal Politecnico della Virginia per realizzare il loro cluster di calcolo. I Power Mac G5 sono stati sostituiti dai server Xserve G5, a 2,3 GHz che sono molto più piccoli e hanno un consumo inferiore di energia.

### Processore
Il PowerPC G5 (chiamato PowerPC 970FX dall'IBM) è basato sull'architettura del processore IBM Power 4.
Durante la presentazione del Power Mac G5, Apple annunciò un accordo con IBM per la realizzazione di nuove versioni dei processori PowerPC.
L'accordo, secondo l'IBM, avrebbe consentito agli utenti di aver a disposizione il meglio della tecnologia derivata dai server ad un costo contenuto.
IBM investì oltre 3 miliardi di dollari nella realizzazione di una nuova fabbrica automatizzata che si occupò della realizzazione dei processori G5 e di altri prodotti d'avanguardia.
Il processore PowerPC G5 è composto da più di 58 milioni di transistor e utilizza la tecnologia IBM a 90 nanometri, un millesimo di un capello umano.
Il processo di fabbricazione utilizza strategie innovative come i collegamenti in rame per ottenere alte prestazioni ed era la prima volta che venne utilizzato per un processore a 64 bit.

## Revisioni del prodotto
- giugno 2003: prima versione con frequenze di 1,6, 1,8, DP 2,0 GHz
- novembre 2003: DP 1,8 rimpiazza la versione a singolo processore a 1,8 GHz; riduzione del prezzo dell'unità a 1,6 GHz
- giugno 2004: 90 nm DP 1,8 GHz, DP 2,0 GHz e unità a DP 2,5 GHz con raffreddamento a heat-pipe liquido che rimpiazzano i modelli precedenti.
- ottobre 2004: Modello economico a 1,8 GHz monoprocessore con bus a 600 MHz.
- aprile 2005: 90 nm DP 2,0 GHz, DP 2,3 GHz e unità a DP 2,7 GHz con raffreddamento a heat-pipe liquido che rimpiazzano i modelli precedenti, mantenuto il modello economico monoprocessore a 1,8 GHz.
- ottobre 2005: Processori IBM PPC970MP dual core e clock a 2, 2,3 e 2,5 GHz, modello "Quad Core" con doppio processore dual core, bus PCI Express, memorie a 533 MHz, 16 GiB massima di RAM anche ECC, nuova scheda grafica.

## Lista modelli

### Power Mac G5 (fine 2005)
Il Power Mac G5 Quad è un computer prodotto da Apple facente parte della famiglia dei computer Power Mac G5. Questo computer è il primo modello di computer prodotto da Apple con processori dual core.

#### Caratteristiche
La migliore configurazione prevede due processori, essendo ogni processore dotato di due unità di calcolo indipendenti, il computer nel complesso è dotato di quattro unità di calcolo indipendenti da qui il nome di Quad (quattro) assegnatogli da Apple. Alcuni modelli precedenti adottarono il sistema di raffreddamento a liquido, precisamente i modelli precedenti Dual CPU a 2,7Ghz e il modello successivo  Quad core; per quanto la dissipazione del calore generato fosse efficiente molte macchine ebbero problemi a causa di perdite del liquido refrigerante. Apple cambiò diverse volte tipo e modello del complesso sistema di raffreddamento e solo sugli ultimi modelli Quad raggiunse una certa affidabilità, difatti ci sono macchine tuttora funzionanti. Qualche facoltoso e appassionato tecnico hardware ha dimostrato che la soluzione di raffreddamento a liquido poteva essere sostituita con i ben più semplici dissipatori ad aria utilizzati nei modelli precedenti grazie al fatto che le CPU PowePc 970FX e 970MP, costruiti rispettivamente a 90 nm e 65 nm generano meno calore rispetto alla prima serie che difatti utilizzano frequenze inferiori. Ogni processore è dotato di una cache di secondo livello doppia (1024 KB) rispetto al computer precedente. Il computer è dotato di memorie a 533 MHz rispetto al precedente modello dotato di memorie a 400 MHz e supporta fino a 16 GB di RAM in funzione dei precedenti 8 GB. Il computer adotta un bus di comunicazione basato su PCI Express in funzione del precedente PCI-X. Il computer adotta una scheda grafica basata su GeForce 6600 LE o GeForce 6600 con 128 o 256 MB di RAM a seconda del modello in sostituzione della precedente ATI Radeon 9600 o ATI Radeon 9650 su bus AGP 8x. Era disponibile l'opzione su ordinazione della scheda grafica professionale Quadro Fx4500. Il computer non è più dotato di modem telefonico ma in compenso viene dotato di una seconda porta ethernet per poter implementare una rete informatica ridondante.

#### Prestazioni
La presenza dei processori dual core ha introdotto un incremento di prestazioni che nei caso di calcoli puri raggiunge l'80% rispetto al precedente modello di punta. L'incremento di prestazioni deriva anche dai nuovi sottosistemi. Le nuove memorie più veloci, la cache incrementata e la scheda grafica migliore si fanno sentire quando il computer deve trattare elevate quantità di dati.